# Habitabilidad de los satélites naturales

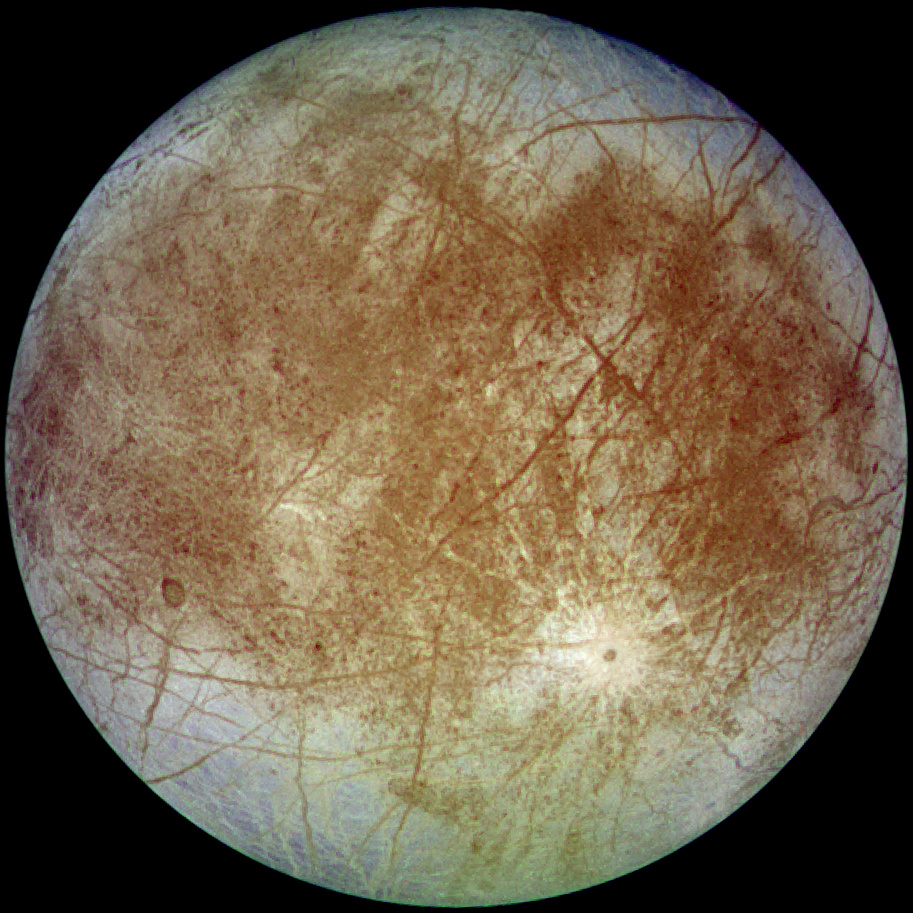
Europa, una luna potencialmente habitable de Júpiter

La habitabilidad de los satélites naturales describe el estudio del potencial de una luna para proporcionar hábitats para la vida, aunque no es un indicador de que la albergue. Se espera que los satélites naturales superen en número a los planetas por un amplio margen y, por tanto, el estudio es importante para la astrobiología y la búsqueda de vida extraterrestre. Sin embargo, existen importantes variables ambientales específicas de las lunas.
Se proyecta que los parámetros de los hábitats de la superficie serán comparables a los de planetas como la Tierra: propiedades estelares, órbita, masa planetaria, atmósfera y geología. De los satélites naturales en la zona habitable del Sistema Solar (la Luna, dos satélites marcianos (aunque algunas estimaciones los sitúan fuera de ella)  y numerosas lunas de planetas menores) carecen de las condiciones para tener agua superficial. A diferencia de la Tierra, todas las lunas de masa planetaria del Sistema Solar están bloqueadas por las mareas y aún no se sabe hasta qué punto esto y las fuerzas de las mareas influyen en la habitabilidad.
Las investigaciones sugieren que son posibles biosferas profundas como la de la Tierra. Por lo tanto, los candidatos más fuertes son actualmente los satélites helados como los de Júpiter y Saturno: Europa y Encélado respectivamente, en los que se cree que existe agua líquida bajo la superficie. Si bien la superficie lunar es hostil a la vida tal como la conocemos, aún no se puede descartar una biosfera lunar profunda (o la de cuerpos similares), se requeriría una exploración profunda para confirmarlo.
Aún no se ha confirmado la existencia de exolunas y su detección puede limitarse a la variación del tiempo de tránsito, que actualmente no es suficientemente sensible. Es posible que algunos de sus atributos puedan encontrarse mediante el estudio de sus tránsitos. A pesar de esto, algunos científicos estiman que hay tantas exolunas habitables como exoplanetas habitables. Dada la proporción general de masa de planeta a satélite(s) de 10.000, se cree que los gigantes gaseosos en la zona habitable son los mejores candidatos para albergar lunas similares a la Tierra.
Es probable que las fuerzas de marea desempeñen un papel tan importante en el suministro de calor como la radiación estelar.